# Tadeusz Feliś
Tadeusz Józef Feliś ps. „Czarny Polak” (ur. 17 stycznia 1919 w Kotliskach, zm. 20 maja 1977 w Witoni) – major Wojska Polskiego, uczestnik walk partyzanckich w latach 1941–1944 w Jugosławii i powojennej kampanii przeciwko oddziałom Ukraińskiej Powstańczej Armii w południowo-wschodniej Polsce, członek Związku Walki Zbrojnej.

## Życiorys
Był synem Józefa i Antoniny. W 1945 roku w Łodzi zawarł związek małżeński z Zofią Domańską, z którą miał córki Barbarę i Marię.
Karierę wojskową rozpoczął jako kapral podchorąży zgłaszając się na ochotnika na front we wrześniu 1939 roku, kiedy wybuchła II wojna światowa. Został skierowany do batalionu 37 pułku piechoty do Łęczycy. Pułk, w którym służył wchodził w skład Armii „Poznań” dowodzonej przez gen. Kutrzebę. Brał udział w Bitwie nad Bzurą, gdzie został ranny. 
Po klęsce wrześniowej zatrudnił się jako robotnik w ekspedycji kolejowej w Kutnie. Tam też wstąpił do ZWZ (Związek Walki Zbrojnej), komórki kutnowskiego węzła kolejowego kierowanej przez Wilhelma Czarneckiego. Za działalność w organizacji został zaocznie skazany przez Niemców na śmierć. Ukrywał się w okolicach rzeki Bzury potem wyjechał do Kijowa, gdzie przez pół roku pracował w firmie budowlanej Wartbrueckener Tiefbau. Odnaleziony przez Niemców musiał uciekać. Opuścił kraj z zamiarem wstąpienia do polskiej armii na Zachodzie i przez Berlin oraz Ateny dotarł do Jugosławii. Nawiązał kontakt z jugosłowiańskim ruchem oporu. Walczył w okolicach Jagodiny (w latach 1946–1992 Svetozarevo), Kragujevaca, Ćupriji, Stalacia w środkowej Serbii, nad Morawą. Dowodził polską grupą partyzancką. Sławę w Jugosławii zdobył wykonując w 1943 roku wyrok śmierci na specjalnym pełnomocniku Himmlera – generale SS Krebse, który w Belgradzie kierował operacjami zwalczania ruchu partyzanckiego.
Po udziale w partyzantce jugosłowiańskiej, w listopadzie 1944 roku wraz z jedenastoma żołnierzami, przez Bukareszt i Lwów dotarł do Lublina – wówczas już wyzwolonego – i wstąpił do 1 Armii Wojska Polskiego. W stopniu podporucznika brał udział w wyzwalaniu Warszawy, a potem przeszedł cały szlak bojowy do Berlina. W lipcu 1945 roku wrócił z polskiego garnizonu w Berlinie do Łodzi. Tydzień później otrzymał rozkaz wyjazdu na kampanię przeciwko oddziałom UPA w południowo-wschodniej Polsce. Służbę wojskową zakończył w stopniu majora.
Po zakończeniu służby pracował w spółdzielni inwalidów „Elektra” w Kutnie. Zmarł 20 maja 1977 roku. Spoczął na cmentarzu parafialnym w Witoni.

## Ordery i odznaczenia
- Srebrny Krzyż Zasługi
- Krzyż Walecznych
- Krzyż Partyzancki
- Medal za Warszawę
- Medal za Odrę, Nysę, Bałtyk
- Medal Zwycięstwa i Wolności
- Order Zwycięstwa
- Order za Odwagę (Jugosławia) – 1965
- Order Partyzanckiej Gwiazdy (Jugosławia) – 1965